# Reginald Le Borg
Reginald Le Borg, nato Reginald Grobel (Vienna, 11 dicembre 1902 – Los Angeles, 25 marzo 1989), è stato un regista austriaco.

## Filmografia parziale

### Cinema
- Calling Dr. Death (1943)
- Dead Man's Eyes (1944)
- San Diego, ti amo (San Diego, I Love You) (1944)
- Destiny (1944)
- La donna della giungla (Jungle Woman) (1944)
- The Mummy's Ghost (1944)
- Weird Woman (1944)
- La mischia dei forti (Joe Palooka, Champ) (1946)
- Trouble Makers (1948)
- L'assalto al treno postale (Wyoming Mail) (1950)
- Young Daniel Boone (1950)
- Pantera bionda (The Flanagan Boy) (1953)
- Il re d'Israele (Sins of Jezebel) (1953)
- La frusta di sangue (The Great Jesse James Raid) (1953)
- Il sonno nero del dottor Satana (The Black Sleep) (1956)
- L'isola stregata degli zombies (Voodoo Island) (1957)
- Tamburi di guerra (War Drums) (1957)
- I fuorilegge del Colorado (The Dalton Girls) (1957)
- The Flight that Disappeared (1961)
- Horla - Diario segreto di un pazzo (Diary of a Madman) (1963)

### Televisione
- The Court of Last Resort (1957-1958; 12 episodi)
- Bourbon Street Beat (1959; 4 ep.)
- Maverick (1960; 1 ep.)